# Tapeinosperma lenormandii
Tapeinosperma lenormandii är en viveväxtart som beskrevs av Joseph Dalton Hooker. Tapeinosperma lenormandii ingår i släktet Tapeinosperma och familjen viveväxter. Inga underarter finns listade i Catalogue of Life.
Arten är uppkallad efter den franske botanikern Sébastien René Lenormand.